# Historique de la magnétosphère

## Chronologie
- 1600 William Gilbert suggère à Londres que la Terre est un gigantesque aimant.

- 1741 Olof Hiorter et Anders Celsius notent qu'une aurore polaire s'accompagne d'une perturbation de l'aiguille magnétique d'une boussole.

- 1820 Hans Christian Ørsted découvre que les courants électriques créent des effets magnétiques. André-Marie Ampère déduit que le magnétisme est la force entre les courants électriques.

- 1843 Samuel Schwabe, un astronome amateur allemand, montre l'existence d'un cycle de onze ans lié aux taches solaires.

- 1859 Richard Carrington, en Angleterre, observe une éruption chromosphérique. Dix-sept heures plus tard, il observe le début d'un grand orage magnétique.

- 1892 George Ellery Hale introduit le spectrohéliographe. Il photographie la chromosphère du soleil en utilisant la longueur d'onde de l'hydrogène. Il peut ainsi observer plus facilement les éruptions solaires. Il confirme le lien entre les éruptions solaires et les orages magnétiques.

- 1900-3 Kristian Birkeland dirige des faisceaux d'électrons sur une sphère magnétisée (baptisée « terrella ») dans une chambre à vide. Les électrons frappent la sphère près des pôles magnétiques. Il propose alors qu'une aurore polaire est créée par des faisceaux d'électrons en provenance du soleil.
  - Birkeland observe également des perturbations magnétiques liées à une aurore polaire, lui suggérant que des « orages magnétiques polaires » localisés existent dans la zone aurorale.

- 1902 Marconi envoie avec succès des signaux radio à travers l'Océan Atlantique. Oliver Heaviside propose que les ondes radio ont trouvé leur chemin autour de la courbure de la terre parce qu'elles ont été réfléchies par une couche conductrice au-dessus de l'atmosphère.

- 1907 Carl Størmer décrit par calcul le mouvement de charges électriques isolées dans un champ magnétique dipolaire. Les trajectoires obtenues confirment l'hypothèse de Birkeland.

- 1926 Gregory Breit et Merle Tuve mesurent la hauteur de la couche conductrice en mesurant le temps nécessaire à un signal radio pour rebondir dessus. R. Watson-Watt propose de l'appeler « ionosphère ».

- 1930-1 Après que la théorie du « faisceau d'électrons » de Birkeland est réfutée, Sydney Chapman et Vincent Ferraro en Angleterre proposent que les orages magnétiques sont causés quand des nuages de plasma sont éjectés de l'enveloppe du soleil en direction de la terre.

- 1949 Une augmentation soudaine du rayonnement cosmique est rattachée à l'observation d'une éruption solaire. Une éruption encore beaucoup plus grande se produit le 23 février 1956.

- 1953 Owen Storey montre que les ondes naturelles de très basse fréquence, appelées « whistler », sont produites par la foudre et sont généralement guidées sur de grandes distances le long des lignes de champ du champ magnétique terrestre.

- 1954 Leslie H. Meredith, Melvin B. Gottlieb et James Van Allen utilisent une fusée dans la zone aurorale pour détecter les radiations émise par une aurore polaire[1]

- 1957 Spoutnik 1, le premier satellite artificiel est lancé par l'Union Soviétique.

- 1958 Explorer 1, construit par Van Allen et son équipe de l'université de l'Iowa, est lancé le 31 janvier et découvre les ceintures de radiation. Explorer 3, lancé en mars suivant, les étudie plus en détail, de même que Spoutnik 3 lancé le 15 mai.
  - Eugene Parker propose la théorie du vent solaire.
  - La sonde lunaire Pioneer 3 observe également la Ceinture de Van Allen.
  - La détonation de trois petites bombes nucléaires au-dessus du Pacifique (le projet Argus) crée des ceintures de radiation artificielles qui durent environ deux semaines. Le projet déclenche aussi des aurores polaires artificielles.

- 1959 Thomas Gold propose le nom de « magnétosphère »

- 1961 Jim Dungey améliore la théorie de Chapman-Ferraro en suggérant que les lignes du champ magnétique terrestre puissent être connectées à celles du champ magnétique solaire. Il introduit à cette occasion le processus de reconnexion magnétique.

- 1962 La magnétopause, frontière entre la magnétosphère et le vent solaire, est observée par Explorer 12.
  - En juillet, un test de Bombe H effectué par les États-Unis au-dessus du Pacifique (projet Starfish Prime) crée une ceinture de radiations d'électrons à hautes énergies qui dure jusqu'en 1967. Cette ceinture crée une aurore au-dessus des Samoa et détruit de façon inattendue sept satellites artificiels.

- 1964 La sonde IMP-1 (Interplanetary Monitoring Platform 1) observe une onde de choc en forme d'arc formée dans le vent solaire à l'interface de la magnétosphère, ainsi qu'une longue « queue magnétique » du côté nocturne de la terre.
  - Syun-Ichi Akasofu et Sydney Chapman ressuscitent et étendent l'idée de Birkeland de l'existence de « tempêtes polaires magnétiques ». Le phénomène est désormais appelé Orage magnétique.

- 1971 Des ions O+ provenant de l'ionosphère sont découverts parmi les particules piégées dans le champ magnétique terrestre, preuve que ces ions O+ sont arrachés à l'ionosphère puis accélérés par la magnétosphère.

- 1972 Une aurore polaire « diffuse » est observée par la sonde Canadienne Isis 2 pour la première fois.

- 1974 De large nappes de courant électrique, dit courant de Birkeland sont découvertes entre l'espace et la zone aurorale. La découverte est faite par Alfred Zmuda and Jim Armstrong, à l'aide du satellite « Triad » de l'U.S. Navy.
  - David Evans apporte la preuve que les électrons d'une aurore polaire sont accélérés jusqu'à environ 8000 km de la terre.

- 1977 Le satellite S3-3 de l'U.S. Air Force observe l'accélération verticale ascendante des ions O+ liée à l'accélération descendante des électrons dans une aurore polaire.

- 1981 Des images à haute résolution d'une aurore polaire sont prises par le satellite « Dynamics Explorer » de la NASA.

- 1983 La sonde ISEE-3 (International Sun-Earth Explorer 3) explore la queue magnétique lointaine et observe que le plasma de la queue s'éloigne progressivement de la terre.

- 1985 Une « comète artificielle » est produite par un nuage d'ions baryum relâché par le satellite allemand IRM (Ion Release Module) faisant partie du projet AMPTE (Active Magnetospheric Particle Tracer Explorer). La même année, une autre sonde du projet AMPTE, appelée CCE (Charge Composition Explorer), mesure la distribution de masse et d'énergie dans la magnétosphère.